# Tamara Moiseeva
Tamara Ivanovna Moiseeva, coniugata Čausova (in russo Тамара Ивановна Моисеева-Чаусова?; 8 giugno 1924 – ...), è stata una cestista sovietica.
Era la sorella di Aleksandr Moiseev e la madre di Elena Čausova.

## Carriera
Con l'Unione Sovietica ha disputato tre edizioni dei Campionati europei (1950, 1952, 1954).